# Alexander William Roberts
Alexander William Roberts (4 de diciembre de 1857-27 de enero de 1938) fue un profesor y astrónomo aficionado sudafricano de origen escocés.

## Semblanza
Roberts nació en Farr, en el condado de Sutherland (Escocia). Siendo joven desarrolló un gran interés por la astronomía, pero fue disuadido de iniciar una carrera profesional por Charles Piazzi Smyth, Astrónomo Real de Escocia. Desde 1877 hasta 1881 trabajó como profesor ayudante en la North School, en Wick, Escocia.
Emigró a Sudáfrica en 1883, donde pasó a desempeñar un cargo de profesor en la Institución Misionera Lovedale. Posteriormente sirvió como director suplente, a cargo de la Escuela de Formación Lovedale. Al año siguiente contrajo matrimonio con Elizabeth Dunnett. La pareja tuvo tres hijos.
En 1894 fue elegido miembro de la Real Sociedad de Sudáfrica, y en 1898 de la Real Sociedad de Edimburgo. Se doctoró en ciencias por la Universidad del Cabo de Esperanza Buena en 1899.
En Sudáfrica pudo desarrollar su interés por la astronomía, midiendo primero el paralaje y el movimiento propio de Alfa Centauri y de Beta Centauri. Llegó a ser un prolífico observador de estrellas variables, particularmente de las que forman parte de sistemas binarios. Continuó sus observaciones durante más de treinta años, e inició el estudio de sistemas binarios cercanos. Publicó más de 100 trabajos sobre estos temas. Entre 1891 y 1920 realizó unas 250.000 observaciones de 98 estrellas variables.
En 1913 presidió la Real Sociedad Astronómica de Sudáfrica.
Gran parte de su trabajo vio la luz a través de Edward Charles Pickering, director del Observatorio Universitario de Harvard. Con la muerte de Pickering en 1919, Roberts fue abandonando sus tareas de investigación astronómica, pasando a centrarse en cuestiones políticas relacionadas con su carrera en Sudáfrica. El primer ministro Jan Smuts le nombró senador para representar los intereses de los nativos Africans en la Comisión de Asuntos Nativos. Posteriormente, en 1925, fue el delegado sudafricano en la Asamblea General de la Unión Astronómica Internacional.

## Eponimia
- El cráter lunar Roberts lleva este nombre en su memoria, honor compartido con el ingeniero y hombre de negocios británico del mismo apellido Sir Isaac Roberts (1829-1904).[3]
- El asteroide (11781) Alexroberts también conmemora su nombre.[4]

## Lecturas relacionadas
- Snedegar, Keith (2015). Mission, Science and Race in South Africa: A.W. Roberts of Lovedale, 1883-1938. Lanham, MD: Lexington Books.  ISBN 978-0739196243.  188 pp.